# Power Unlimited
Power Unlimited est un magazine néerlandais créé en 1993. Il se spécialise dans l'actualité du jeu vidéo sur consoles de jeu et ordinateurs. Il a été le plus grand magazine de jeux vidéo du Benelux pendant plus de vingt ans. 

## Histoire
Power Unlimited publie son premier numéro en juillet 1993. La rédaction évalue les jeux vidéos avec une note globale sur 100. Plus de 4500 jeux ont été évalués, où plus de vingt jeux vidéos ont obtenu une note parfaite de 100.

### Jeux ayant obtenu la note maximale
- Escape from CyberCity[3] (1993, CD-i)
- Mortal Kombat II[4] (1994, SNES, MD)
- Tekken[5]  (1995, PS)
- Vampire Hunter [6] (1996, SAT)
- Mortal Kombat Trilogy[7] (1996, PS)
- Sentinel Returns[8] (1998, PS)
- Gran Turismo 2[9] (2000, PS)
- Super Mario Galaxy[10] (2007, Wii)
- Fallout 3[11] (2008, Xbox 360)
- Little Big Planet[11] (2008, PS3)
- Uncharted 2: Among Thieves[12] (2009, PS3)
- World of Warcraft: Cataclysm[13] (2010, Windows, macOS)
- Grand Theft Auto V[14] (2013, PS3, 360)
- Zelda: Breath of the Wild[15] (2017, Wii U, Switch)
- Super Smash Bros. Ultimate[16] (2018, Switch)
- The Last of Us Part II[17] (2020, PS4)